# Пальмер, Джон
Джон Па́льмер из Бата (англ. John Palmer; 1742 — 16 августа 1818) — владелец театра и организатор британской системы почтовых дилижансов, которая положила начало великим реформам британской почты введением эффективной службы доставки почты дилижансами на территории Великобритании в конце XVIII века. Он дважды был мэром Бата и генеральным контролёром (Comptroller General) британского почтового ведомства, а впоследствии — депутатом парламента от избирательного округа Бата (с 1801 по 1807 год).

## Театр
Пальмер был старшим сыном преуспевающего пивовара и владельца театра в Бате. После отца он унаследовал принадлежавший тому театр Бата, и получил на него королевский патент в 1768 году, что фактически означало наличие у него монополии на театры в городе, а также права использовать название «Королевский театр». Это был первый театр за пределами Лондона, получивший такое право. Второму театру Пальмера, открытому в Бристоле, этот статус был присвоен в 1778 году, и он стал называться Королевским театром Бристоля). Пальмер работал агентом отца в Лондоне, часто совершая поездки из Лондона в Бат, и после того, как его отец решил отойти от дел в 1776 году, патент перешёл к сыну. Джон Пальмер продолжал руководить театром до 1785 года. В обоих театрах работал один актёрский коллектив, поэтому Пальмеру приходилось быстро перевозить актёров, рабочих сцены и реквизит между Бристолем и Батом, и он основал службу дилижансов, обеспечивавшую безопасную, быструю и эффективную перевозку актёров и багажа. Позже, когда Пальмер занялся почтой, он посчитал, что служба дилижансов, которую он организовал для перевозок между театрами, может быть использована для доставки почты по всей стране.

## Почтовые дилижансы
Служба доставки почты в Британии существовала в неизменном виде в течение примерно 150 лет: с момента её введения в 1635 году верховые на лошадях скакали между станциями, где почтмейтер вынимал письма, предназначенные для местного района, вручая остальные и новую почту следующему гонцу. Почтовые гонцы часто становились жертвой грабителей, и эта система была неэффективной.
Поскольку Пальмер уже много пользовался услугами дилижансов для поездок между городами по роду своей деятельности, то он обратил внимание, что они гораздо более эффективны по сравнению с действовавшей тогда системой доставки почты, причём настолько, что он мог добраться из Бата в Лондон за один день, тогда как доставка почты занимала три дня. Ему пришло в голову, что на основе такой службы дилижансов можно организовать общенациональную службу доставки почты, поэтому в 1782 году он предложил почтовому ведомству в Лондоне перенять эту идею. Он столкнулся с сопротивлением чиновников, полагавших, что существующую систему улучшить невозможно, но в конце концов канцлер казначейства Уильям Питт разрешил ему провести пробную поездку между Бристолем и Лондоном. При прежней системе поездка занимала до 38 часов. Дилижанс, нанятый на средства Пальмера, выехал из Бристоля в 16 часов 2 августа 1784 года и прибыл в Лондон уже через 16 часов.
Впечатлённый этой пробной поездкой, Питт разрешил открытие новых почтовых маршрутов. В течение месяца были организованы маршруты из Лондона в Норвич, Ноттингем, Ливерпуль и Манчестер, а к концу 1785 года также были открыты маршруты в следующие крупные города Англии и Уэльса: Лидс, Дувр, Портсмут, Пул, Эксетер, Глостер, Вустер, Холихед и Карлайл. В следующем году добавился рейс до Эдинбурга, а заслуги Палмера оценили, назначив его инспектором и генеральным контролёром почтового ведомства. К 1797 году уже насчитывалось сорок два маршрута.

## Работа в почтовом ведомстве
Среди приводимых Пальмером доводов о необходимости изменений был довод о том, что улучшение качества почтовых услуг послужило бы оправданием повышения почтовых сборов, поэтому ему были обещаны два с половиной процента от суммы повышения доходов, а также контроль над новой службой. 11 октября 1786 года он был назначен генеральным контролёром почтового ведомства, но с уплатой ему положенной доли из существенно возросшей прибыли (которая возросла с 51 тысячи фунтов стерлингов в 1784 году до 73 тысяч фунтов стерлингов в 1787 году) произошла некоторая задержка. В конце концов, после проведённого в 1789 году следственной комиссией расследования ему была выплачена задержанная сумма, но не в полном объёме, как требовал Пальмер.
Вначале экипажи, лошадей и кучера предоставляли подрядчики. За получение контрактов развернулась сильная конкуренция, поскольку они обеспечивали фиксированный постоянный доход помимо тех денег, которые компании взимали с пассажиров в оплату проезда. К началу XIX века почтовое ведомство располагало собственным парком дилижансов, покрашенных в чёрно-красный цвет. Конструкция первых дилижансов была плохой, но в 1787 году почта приняла улучшенный дизайн, запатентованный Джоном Безантом (John Besant), после чего Безант вместе со своим партнёром Джоном Видлером (John Vidler) стали монополистами по поставке почтовых карет и фактическими монополистами по их содержанию и обслуживанию.
В качестве генерального контролёра Пальмер подчинялся главному почтмейстеру, и хотя он пытался реформировать работу почты, он постоянно конфликтовал со своим начальником, и не в последнюю очередь из-за присущей ему привычки превышения своих служебных полномочий без ведома главного почтмейстера.
Развитие железных дорог в 1830-е годы положило конец перевозке почты дилижансами. Первая перевозка почты по железной дороге между Ливерпулем и Манчестером произошла 11 ноября 1830 года. К началу 1840-х годов начался вывод из эксплуатации многих базирующихся в Лондоне почтовых дилижансов. Последний почтовый маршрут из Лондона (в Норвич) был закрыт в 1846 году. В провинции эксплуатация почтовых карет продолжалась в течение 1850-х годов, но и их со временем сменила железнодорожная почтовая связь.

## Последние годы жизни
После ряда конфликтов с руководством Пальмер был фактически уволен в 1792 году. В следующем году Питт назначил ему государственную пенсию в размере 3 тысячи фунтов стерлингов в год. Тем не менее, Пальмер продолжал добиваться выплаты ему гораздо более значительной суммы, на которую, по его мнению, он имел право. В конце концов в 1813 году (намного позже смерти Питта) парламентом был принят закон о выделении ему суммы в 50 тысяч фунтов стерлингов.
Внедрение почтовых карет коренным образом изменило работу британской почты, и Пальмер удостоился многочисленных почестей за это, получив привилегии почётного гражданства многих больших и малых городов. Особым почётом он пользовался в городе Бате, став мэром города в 1796 году и во второй раз в 1809 году, а также представляя город в британском парламенте с 1801 по 1808 год. Его влияние на городской совет Бата (Common Council of Bath; совет в те дни имел исключительное право голоса при назначении членов парламента от города) было настолько велико, что Пальмер вышел из состава парламента в 1808 году, зная, что его сын Чарльз Пальмер (Charles Palmer; 1777—1851) будет избран вместо него.
Джон Пальмер умер в Брайтоне в 1818 году и был похоронен в церкви Батского аббатства.